# 花見弘平
花見 弘平（はなみ こうへい、1909年8月 - 1994年12月）は、日本の海軍軍人、政治家。福島県耶麻郡塩川町長。勲三等瑞宝章受勲。陸軍少佐花見侃（第36師団参謀、陸士47期、陸大57期）は弟。歴史学者の花見朔巳は叔父。

## 生涯
福島県耶麻郡塩川町（現・喜多方市）大字小府根の旧家の次男として生まれる。旧制喜多方中学校（現・福島県立喜多方高等学校）卒業後、海軍兵学校に第57期生として入学。
海軍兵学校を卒業し遠洋航海を終えた後、初級士官として海軍水雷学校や海軍砲術学校で学んだ。1930年12月1日に少尉昇進。その後、重巡洋艦「古鷹」・軽巡洋艦「五十鈴」・駆逐艦「神風」乗組を経て、1932年12月1日に中尉昇進、澎湖島の警備に就く。1935年11月15日に大尉昇進、戦艦「山城」乗組。
1937年陸軍軍人の娘、岩野和子と結婚。間もなく支那事変の発生により上海に赴任し、駆逐艦「海風」の水雷長を務めた。
1938年に海軍機関学校の教官となり、1939年に軽巡洋艦「神通」に転属。
その後、以下の駆逐艦で艦長を務めた。
- 刈萱（1940年10月15日[6] - 1941年9月1日[7]）
- 朝凪（1941年9月1日 - 1942年10月10日[8]）
- 曙（1942年10月20日 - 1943年5月18日）
- 天霧（1943年5月25日[9] - 1944年3月1日[10]）

特に第二次世界大戦只中であった「天霧」艦長当時、後のアメリカ合衆国大統領であるジョン・Ｆ・ケネディが艇長を務めていた魚雷艇PT-109を沈めたことで知られる。
1944年に健康上の問題から艦上勤務を終える。療養の後、同年7月初めに清水高等商船学校の教官となり、同年12月に中佐昇進。1945年2月1日から横須賀鎮守府出仕、同年3月15日付で海軍水雷学校教官となる。
戦後、郷里の塩川町に戻り実家の田畑を耕作する生活を送る。
1951年にケネディがアメリカ下院議員として来日した。このとき、ケネディと交流があった細野軍治が「自分の乗っていた魚雷艇を撃沈した駆逐艦の艦長を探してほしい」との依頼を受けて調査を開始した。細野は復員局などで調べて花見にたどり着き、花見は「体当たり」で沈めた魚雷艇の艇長がケネディであったことを初めて知る。「激励の手紙を送っていただけませんか」と細野に求められた花見は、1952年の上院議員選挙に立候補したケネディに宛て、自分と「天霧」の写真を添えて激励の手紙を送った。ケネディ陣営はこれを新聞に公表して選挙戦に役立て、当選したケネディは「昨日の敵は今日の友」と書き入れた自身の写真とともに感謝の手紙を花見に送った。以後2人の間で手紙での交誼が開始された。
1955年、花見は塩川町の助役となり、町長の死去に伴う選挙に出馬して当選し、町長となる。
ケネディが出馬した1960年の大統領選で花見は応援に来るよう求められたが公務のため都合がつかず、代わりに「天霧」の元軍医長・元主計長・元看護長と連名で色紙に寄せ書きをし、渡米の予定があった元主計長に託した。色紙はケネディに手渡され、アメリカのマスコミは海の勇士の友情を讃えた。かつて死闘した敵国軍人が恩讐を超えてケネディの応援に回ったことに多くのアメリカ人が心を打たれたことが、アメリカ史に残る大接戦となった大統領選でのケネディ勝利に貢献したといわれる。
1966年に選挙に敗れて町長を引退、以後土地改良区の理事長などを務める。
1994年12月、癌により他界。

## 人物
- 塩川小学校では神童と呼ばれるほど成績が良く、会津中学校（現・福島県立会津高等学校）への進学が期待されていたが、校長からの陳情を受けた父の命により、弟の侃とともに地元の悲願で開設された喜多方中学校に進学した[3]。
- もともとは仙台にあった旧制二高に進学して東京帝国大学を目指すつもりであり超難関の海軍兵学校は試し受験の積もりであったが、図らずも合格して57期唯一の福島県出身者となった[3]。
- 海軍兵学校卒業後は飛行機乗りになることを希望し適性検査も良好であった。しかし遠洋航海で乗り込んでいた駆逐艦の艦長が、兄が若くして他界したために花見が跡取りとなったことを知り、人事局に航空学生から外すよう申し入れたため、実現しなかった[17]。
- 「山城」乗組時代には高松宮のお忍びでの外出に同行することもあった[5]。
- 非常に厳しく部下に接する艦長であった。
  - いつも艦内の隅々まで点検し乗員に緊張感を持たせており、甘えは許さなかった[18]。
  - 花見が座乗する艦の士官らは、花見が来るまでに食事を早飯で済ませていた。ノイローゼ状態で退艦した前任者から「天霧」水雷長を引き継いだ志賀博大尉は、花見が来ても食事を続けていたところ、着任早々に花見から説教を受けたうえに「おまえはたるんでるッ」と鉄拳制裁を食らった[19]。ただし、志賀によれば機関学校教官時代の教え子であった「天霧」機関長の西之園茂大尉に対してのみは罵声や鉄拳制裁などもなくいつもニコニコしていたという[20]。
  - 乗員らからは、やかましい艦長だと花見に対する不平も上がったが、僚艦が次々と沈んでいく中でもしぶとく「天霧」が生き残っていたことから、万全の準備があれば沈まないと自信を持つようになっていった。花見が睨みを利かせていた「天霧」では、戦闘行動中に自室で休むものは1人としていなかった。そのような厳しい艦上生活は花見自身の身体を蝕み、肺浸潤に侵され限界を迎えた花見は艦長交代を余儀なくされた。痩せこけて頭髪も白くなり変わり果てた花見の姿に、夫を迎えた和子は驚いた[11]。
  - 高雄で退艦した花見は涙をながしながら頭を下げ、手を振って「天霧」と乗員らに別れを告げたが、「天霧」はその2か月後に触雷で失われている[11]。
- 英語が堪能であった花見は朝鮮戦争開始後にGHQからの呼び出しを受け、アメリカ海軍の補助を求められるが、花見はこれを断っている[21]。
- 1963年にケネディ大統領暗殺事件の報を受けた花見は呆然とし、滂沱の涙を流した。1980年にアーリントン墓地を訪ね、ケネディと弟のロバート・ケネディ（ロバートが来日した際に、花見は「天霧」の乗員らとともに面会している[22]）の墓参りをしている[1]。
- 塩川町下利根川地区の集会所のために土地を寄付したことから、地元有志により顕彰碑が建立されている[1]。